# Mike Robertson
Michael "Mike" Robertson (ur. 26 lutego 1985 w Edmonton) – kanadyjski snowboardzista, srebrny medalista olimpijski.

## Kariera
Po raz pierwszy na arenie międzynarodowej pojawił się 12 lutego 2000 roku w Marmot Basin, gdzie w zawodach FIS Race zajął 13. miejsce w gigancie. W 2002 roku wystartował na mistrzostwach świata juniorów w Rovaniemi, gdzie zajął 30. miejsce w gigancie równoległym (PGS) i 51. miejsce w snowcrossie. Jeszcze dwukrotnie startował na imprezach tego cyklu, najlepszy wynik osiągając podczas rozgrywanych dwa lata później mistrzostw świata juniorów w Klinovcu i Oberwiesenthal, gdzie był dziewiąty w snowcrossie.
W zawodach Pucharu Świata zadebiutował 11 grudnia 2003 roku w Whistler, zajmując 22. miejsce w snowcrossie. Tym samym już w swoim debiucie wywalczył pierwsze pucharowe punkty. Na podium zawodów tego cyklu po raz pierwszy stanął 11 stycznia 2009 roku w Bad Gastein, kończąc rywalizację w tej konkurencji na trzeciej pozycji. W zawodach tych wyprzedzili go jedynie Australijczyk Damon Hayler i Austriak Markus Schairer. W kolejnych startach jeszcze jeden raz stanął na podium zawodów PŚ: 13 lutego 2009 roku w Cypress Mountain był drugi w snowcrossie. Najlepsze wyniki osiągnął w sezonie 2003/2004, kiedy to zajął czwarte miejsce w klasyfikacji generalnej. Ponadto w sezonie 2008/2009, kiedy to zajął 15. miejsce w klasyfikacji generalnej, a w klasyfikacji snowcrossu był piąty.
Największy sukces w karierze osiągnął w 2010 roku, kiedy na igrzyskach olimpijskich w Vancouver w 2010 roku zdobył srebrny medal w swej koronnej konkurencji. Pokonał go jedynie obrońca tytułu, Seth Wescott z USA, a trzecie miejsce zajął Francuz Tony Ramoin. Był to jego jedyny start olimpijski. Brał też udział w mistrzostwach świata w Gangwon w 2009 roku, gdzie w snowcrossie zajął 17. pozycję.
W 2010 roku zakończył karierę.

## Osiągnięcia

### Igrzyska olimpijskie
| Miejsce | Dzień     | Rok  | Miejscowość | Konkurencja    | Zwycięzca    |
| ------- | --------- | ---- | ----------- | -------------- | ------------ |
| 2.      | 15 lutego | 2010 | Vancouver   | Snowboardcross | Seth Wescott |

### Mistrzostwa świata
| Miejsce | Dzień       | Rok  | Miejscowość | Konkurencja    | Zwycięzca       |
| ------- | ----------- | ---- | ----------- | -------------- | --------------- |
| 17.     | 18 stycznia | 2009 | Gangwon     | Snowboardcross | Markus Schairer |

### Puchar Świata

#### Miejsca w klasyfikacji generalnej
- sezon 2003/2004: -
- sezon 2005/2006: 286.
- sezon 2006/2007: 125.
- sezon 2007/2008: 55.
- sezon 2008/2009: 15.
- sezon 2009/2010: 49.

#### Miejsca na podium
1. Bad Gastein – 11 stycznia 2009 (snowcross) - 3. miejsce
2. Cypress – 13 lutego 2009 (snowcross) - 2. miejsce